# Gustaf Sture
Gustaf Fredrik Adam Sture, född den 25 januari 1774 i Stockholm, död den 12 oktober 1841 i Trästena socken, Skaraborgs län, var en svensk friherre och militär. Han var sonson till Sten Arfvidsson Sture och bror till Sten Sture.
Sture började på papperet sin militära bana som sergeant vid Västmanlands regemente 1778. Han blev fänrik där 1779 och övergick till Sprengtportens regemente 1781. Sture blev kornett vid Mörnerska husarregementet 1790 och löjtnant där 1793. Han befordrades till ryttmästare vid Livregementsbrigadens husarkår 1796 och beviljades avsked 1808 med tillstånd att kvarstå som major i armén. Sture blev bataljonschef vid Älvsborgs lantvärn samma år. Han blev överstelöjtnant i armén och överadjutant 1809. Sture blev överstelöjtnant vid Västgöta dragonregemente samma år och beviljades avsked därifrån 1810 med tillstånd att kvarstå som överstelöjtnant  i generalstaben. Han beviljades överstes avsked ur krigstjänsten 1816. Sture skall ha varit författaren till den av Pehr Malmström utgivna skriften Essai sur le système militaire de la Suède (1813). Han blev riddare av Svärdsorden 1814. Sture ligger jämte sin fru och samtliga deras barn begraven i familjegraven i Teda kyrka i Uppsala stift.